# Walki o Żyrardów
Walki o Żyrardów – starcie zbrojne mające miejsce 16 stycznia 1945 między wojskami Armii Czerwonej, wspieranymi przez polskich partyzantów, a wojskami niemieckimi, skutkujące zdobyciem Żyrardowa i zakończeniem władzy nazistowskiego reżimu III Rzeszy w mieście i okolicy.

## Przebieg walk
W wyniku ofensywy styczniowej która ruszyła 12 stycznia 1945 roku z linii rzeki Wisły wojska radzieckie po przełamaniu niemieckiej obrony już 16 stycznia 1945 roku dotarły do Żyrardowa. Miasto bronione przez poododdziały niemieckiej 4 Dywizji Piechoty było kolejnym punktem obrony na drodze do Berlina. Pierwsze do Żyrardowa dotarły wojska 2 Gwardyjskiej Armii Pancernej dowodzonej przez gen. płk. Siemiona Bogdanowa. 
Po krótkich ale niezwykle gwałtownych walkach (zniszczeniu uległo kilka radzieckich czołgów) miasto zostało wyzwolone z pomocą polskich partyzantów. W walkach które trwały do godz.17 00 wyróżniła się jedna załóg czołgu którego kierowcą-mechanikim był st.sierż. A.Kononow. Załoga ta zniszczyła 3 działa oraz kilkanaście wozów taborowych z amunicją i sprzętem wojskowym. St. sierż. Kononow za męstwo i odwagę uzyskał Złotą Gwiazdę Bohatera Związku Radzieckiego. W walkach o zdobycie miasta znaczną rolę odegrali też żołnierze z 47 Gwardyjskiej Brygady Pancernej dowodzonej przez płk. Mikołaja Kopyłowa. Brygada ta należała do 9 Gwardyjskiego Korpusu Pancernego dowodzonego przez gen. mjr. Mikołaja Wiedieniewa. 

## Upamiętnienie
Polegli w walkach o miasto żołnierze radzieccy pochowani zostali na cmentarzu komunalnym w Żyrardowie. Na ich mogile wzniesiono pomnik. W okresie Polski Ludowej na ul. 1 Maja umieszczono tablicę upamiętniającą załogi radzieckich czołgów poległych w walkach o Żyrardów.